# The Cure

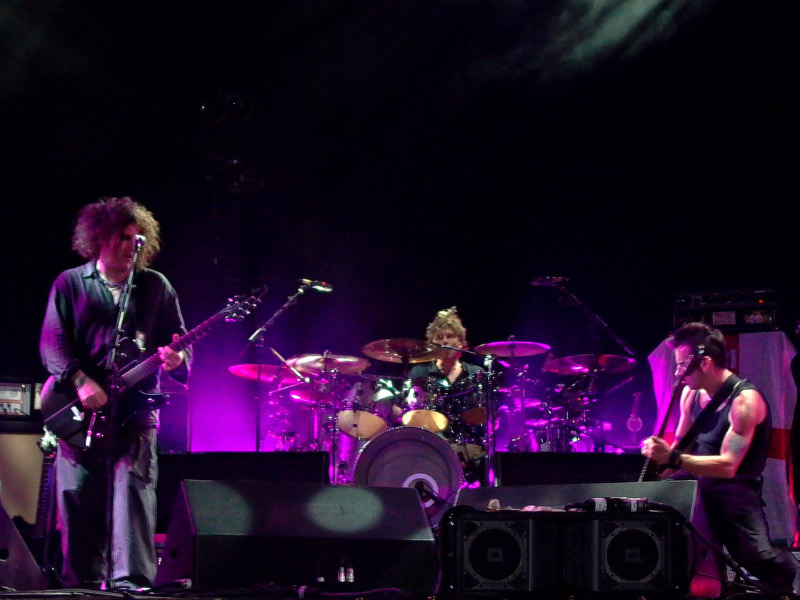
The Cure podczas koncertu w 2004 – od lewej: Robert Smith, Jason Cooper, Simon Gallup

The Cure – brytyjska grupa rockowa założona w 1976 roku w Crawley.
Charakter muzyki zespołu początkowo opierał się na założeniach punk rocka, lecz z biegiem czasu grupa wykształciła swój własny, indywidualny styl. Obecnie muzyka The Cure uważana jest za rock alternatywny, natomiast grupa stanowi jeden z najważniejszych zespołów tworzących tzw. „nową falę” i „zimną falę”; zespół uważany za jednego z prekursorów rocka gotyckiego, również reprezentuje sobą post-punk, alternatywny pop i synthpop. The Cure jest członkiem Rock and Roll Hall of Fame.

## Historia

### 1976–1979: Początki
Początki historii grupy The Cure sięgają stycznia 1976 roku. Wówczas, w dobie szczególnie nasilonej popularności ruchu punk w miasteczku Crawley, Robert Smith wraz z trójką szkolnych kolegów w sali kościoła St.Edwards odbyli pierwszą próbę swojego amatorskiego zespołu Malice. Po niedługim czasie w wyniku zmian wewnątrz grupy jej stały skład zaczęli stanowić Michael Dempsey (gitara basowa), Robert Smith (gitara), Lol Tolhurst (perkusja) i Mark Ceccagno (gitara). W październiku 1976 roku w miejsce tego ostatniego został przyjęty Porl Thompson, wówczas uważany za najlepszego gitarzystę w Crawley. Malice grało głównie covery utworów takich wykonawców jak Jimi Hendrix czy David Bowie, występowało na lokalnych festiwalach muzycznych (np. 18 grudnia w opactwie Worth) czy szkolnych wieczorkach tanecznych. Rolę wokalisty spełniał dziennikarz lokalnej gazety „The Crawley Observer”.
W 1977 roku z Malice wyewoluowała nowa grupa Easy Cure, od swojej poprzedniczki różniąca się ukierunkowaniem na muzykę punkową. Nazwa Easy Cure pochodziła z utworu napisanego przez Tolhursta; skład tej grupy stanowili Peter O’Tool (wokal), Robert Smith (gitara), Porl Thompson (gitara), Michael Dempsey (gitara basowa) i Lol Tolhurst (perkusja). Wówczas podpisano kontrakt z wytwórnią Ariola-Hansa – w ramach zaliczki zespół dostał pieniądze na zakup sprzętu, dawano regularne koncerty. Wokalista O’Tool we wrześniu 1977 roku zdecydował się jednak opuścić Easy Cure; jego funkcję przejął Smith. Zespół następnie wziął udział w kilku sesjach nagraniowych dla wytwórni; oprócz swoich utworów zagrał covery m.in. Davida Bowiego i The Beatles. Grupa była o tyle ciekawa, że w oceanie agresywnie grających i mocno zideologizowanych zespołów punkowych stawiała przede wszystkim na melodię, a w warstwie tekstowej odwoływała się do przeżyć członków zespołu, podejmując mocno introwertyczne zagadnienia. Zaczerpnięte z punk rocka oszczędne aranżacje wprawiały krytyków muzycznych w zdumienie, bowiem pod płaszczem minimalizmu kryła się muzyka inspirowana dokonaniami nie tylko wówczas popularnych zespołów, ale także muzyków z okresu psychodelii. Kontrakt z wytwórnią został jednak rozwiązany w lutym 1978 roku, kiedy ta nie zgodziła się wydać singla „Killing an Arab” proponowanego przez zespół.
W tym samym czasie zespół zdecydował się opuścić też Thompson. Pozostałe trio – Smith, Tolhurst i Dempsey – zmieniło swoją nazwę na The Cure.
W połowie 1978 roku The Cure zainteresował się Chris Parry i zgodził się na podpisanie półrocznego kontraktu ze swoją wytwórnią Fiction Records. W następnych dniach odbyła się sesja nagraniowa, podczas której zarejestrowano utwory mające się znaleźć na pierwszej płycie zespołu. Dnia 22 grudnia 1978 r. The Cure zadebiutowało w radiu i wydało swojego pierwszego singla „Killing an Arab” (pol. Zabijając Araba). Singiel wydany został pierwotnie po tym, jak jego wydania odmówiła niemiecka wytwórnia Hansa, przez małe wydawnictwo Small Wonder, a dwa miesiące później przez Fiction. Utwór ten wzbudził zarówno zaciekawienie, jak i kontrowersje ze względu na tekst. Inspirowany twórczością Alberta Camusa, rzekomo zawierał rasistowskie przesłanie. W rzeczywistości było to odwołanie do głośnej powieści francuskiego pisarza, zatytułowanej Obcy. W późniejszych latach zespół często prowokował opinię publiczną wykonując na koncertach tę piosenkę jako „Killing an Englishman” („Zabijając Anglika”), a także jako „Kissing an Arab” („Całując Araba”) czy „Killing Another”.
W 1979 roku The Cure zagrało kilka ważnych koncertów, występując m.in. z takimi zespołami jak Joy Division i Siouxsie and the Banshees. Na początku maja ukazał się pierwszy album zespołu – Three Imaginary Boys, w niedługim czasie drugi singiel go promujący – „Boys Don’t Cry”. Jednocześnie w wyniku kilku nieporozumień z zespołu został wyrzucony Dempsey, a jego miejsce zajął poznany rok wcześniej utalentowany basista Simon Gallup. Pod koniec 1979 roku ukazał się kolejny singiel „Jumping Someone Else's Train”, a do zespołu przyjęty został klawiszowiec – Matthieu Hartley.

### 1980–1982: Mroczne lata

#### 1980:Seventeen Seconds
Po pierwszych sukcesach zespołu Smith starał się szukać nowych środków wyrazu artystycznego, aby następna płyta zdołała odróżnić się od odnoszących sukcesy poprzednich nagrań. Na początku roku 1980 rozpoczęły się prace nad kolejnym albumem – Seventeen Seconds (pol. Siedemnaście sekund). Jednocześnie pojawiła się amerykańska wersja albumu Three Imaginary Boys pod nazwą Boys Don’t Cry (zmiany dotyczyły kilku z zamieszczonych utworów, na amerykańskiej wersji pojawił się m.in. najpopularniejszy wówczas tytułowy singiel „Boys Don’t Cry”). W kwietniu Cure wydało pierwszy singiel z nowej płyty – „A Forest”, a miesiąc później wydano cały album. Miał on znacznie chłodniejszy, bardziej pesymistyczny wyraz niż album debiutancki, melodie były spokojniejsze i mniej punkowe; zauważalna była także postępująca fascynacja piszącego teksty Smitha ciemnymi zakamarkami duszy ludzkiej, stąd teksty na płycie były naznaczone depresyjnym piętnem. W następnych miesiącach The Cure odbyło swoją pierwszą trasę koncertową odwiedzając 13 krajów. Tuż po zakończeniu trasy Hartley opuścił zespół – nie był przekonany do drogi obranej przez grupę na nowej płycie. Niemniej Seventeen Seconds odniosła komercyjny sukces, a singiel „A Forest” zaliczany jest dziś do największych osiągnięć grupy.

#### 1981:Faith
W pierwszych miesiącach 1981 roku The Cure nagrało kolejny album zatytułowany Faith (pol. Wiara). Płyta ta rozwija wątki podjęte przez grupę na Seventeen Seconds. Równocześnie, na co wskazuje tytuł albumu, w warstwie tekstowej odnosi się do zagadnień wiary i duchowości. Posępna atmosfera i teksty Smitha mówiły dużo o nowej drodze obranej przez zespół. The Cure stało się jednym z prekursorów zjawiska później nazwanego mianem zimnej fali. Melodie na Faith były bardzo oszczędne i spokojne, płyta z założenia miała wprawiać w zadumę i skłaniać do refleksji. Jej przesłanie było bardzo osobiste – teksty pisane przez Smitha miały związek z przeżyciami jego i kolegów (w tym czasie zmarła matka byłego gitarzysty i przyjaciela zespołu Porla Thompsona). Jednocześnie Robert traktował płytę jako swoiste pożegnanie ze swoją wiarą w Boga, którą po wielu przemyśleniach i wnioskach wyciąganych z obserwacji świata utracił i głęboko przeżył jako załamanie się jego systemu wartości; prowadzi tam rodzaj dialogu ze swoim głęboko chrześcijańskim wychowaniem i mówi o pragnieniu odnalezienia wiary i życiowego sensu na nowo. Teksty są smutne, skomplikowane i często trudne do zrozumienia, mówią o trudnościach i poszukiwaniu nadziei w życiu. Dużo mówią ostatnie słowa na płycie, z tytułowego utworu Faith – w wolnym polskim tłumaczeniu brzmią „odszedłem samotny... nie zostało mi już nic... oprócz wiary”.

#### 1981–1982:Pornographyi rozpad zespołu
Pod koniec 1981 roku zespół rozpoczął prace nad nowym albumem. W efekcie trio Smith – Gallup – Tolhurst w maju 1982 roku wydało najbardziej wstrząsającą płytę w historii zespołu. W atmosferze plotek o samobójstwie Smitha pojawiła się płyta Pornography (pol. Pornografia), stworzona w trudnych warunkach. Członkowie zespołu zaczęli mieć problemy z narkotykami oraz bardzo ciężkie problemy natury psychicznej. W szczególności Smith, który popadł w depresję i przeżywał załamanie nerwowe. Atmosfera wewnątrz zespołu była fatalna; między Smithem a Gallupem dochodziło do częstych kłótni. Pesymistyczne Seventeen Seconds i Faith były w pewnym sensie wstępem do tego, co z zespołem stało się w okresie Pornography. Nowa płyta zawierała ciężkie do zrozumienia, niejasne i przesiąknięte skrajnym pesymizmem teksty mówiące o śmierci i tchnące dekadencją; oszczędne, ponure i apokaliptycznie brzmiące melodie; nawet sam tytuł i ciemna okładka sprawiały wrażenie smutku i rozbicia. Zmienił się wizerunek zespołu – członkowie zaczęli nosić charakterystyczne, dziwne fryzury i ponury makijaż (z czasem fryzura Smitha stała się jednym z najbardziej rozpoznawalnych symboli The Cure). Już pierwsze słowa płyty dużo mówią o tym, co wówczas działo się z grupą – w wolnym polskim tłumaczeniu brzmią one „Nie ma znaczenia, że wszyscy umrzemy...”. W końcu, podczas trasy promującej album na koncercie w Strasburgu Smith z Gallupem pobili się, co praktycznie oznaczało rozpad zespołu. Podczas tej samej trasy na jednym z koncertów zespół zaimprowizował inny utwór – „The Cure Are Dead” (pol. „The Cure są martwi”). Grupa zakończyła działalność; Gallup założył wówczas swój zespół Fools Dance, Smith postanowił przerwać karierę, a Tolhurst zaczął uczęszczać na lekcje gry na instrumentach klawiszowych.

### 1982–1987: Odbudowa zespołu w nowej stylistyce
Dopiero w ostatnich miesiącach 1982 roku w studiu nagrań spotkali się Smith i Tolhurst. Efektem ich współpracy była jednak muzyka zupełnie odmienna od wcześniejszych dokonań The Cure. Przede wszystkim znacząco wzrosła rola instrumentów klawiszowych, ulotnił się także przygnębiający klimat rodem z Faith czy Pornography – zespół chciał odciąć się od swojego mrocznego okresu z niedalekiej przeszłości. Nagrane w latach 1982–1983 utwory to głównie radosne, wesołe piosenki z dużą dawką elektroniki, zupełnie pozbawione cech charakterystycznych dla muzyki zespołu, takich jak brzmienie gitary Smitha czy głębokiego basu Gallupa. Single z tego okresu działalności zdobyły dużą popularność i zostały wydane w 1984 roku na kompilacji Japanese Whispers (wielkimi przebojami okazały się piosenki „The Walk” i „The Lovecats”). Jednakże dalej nie można było mówić o powrocie The Cure, bowiem zespół istniał wówczas jedynie jako projekt studyjny. Smith udzielał się wtedy aktywnie jako gitarzysta w koncertowym składzie Siouxsie and the Banshees, pomagał temu zespołowi nagrywać studyjne płyty i rozwijał działalność własnych pobocznych projektów muzycznych.

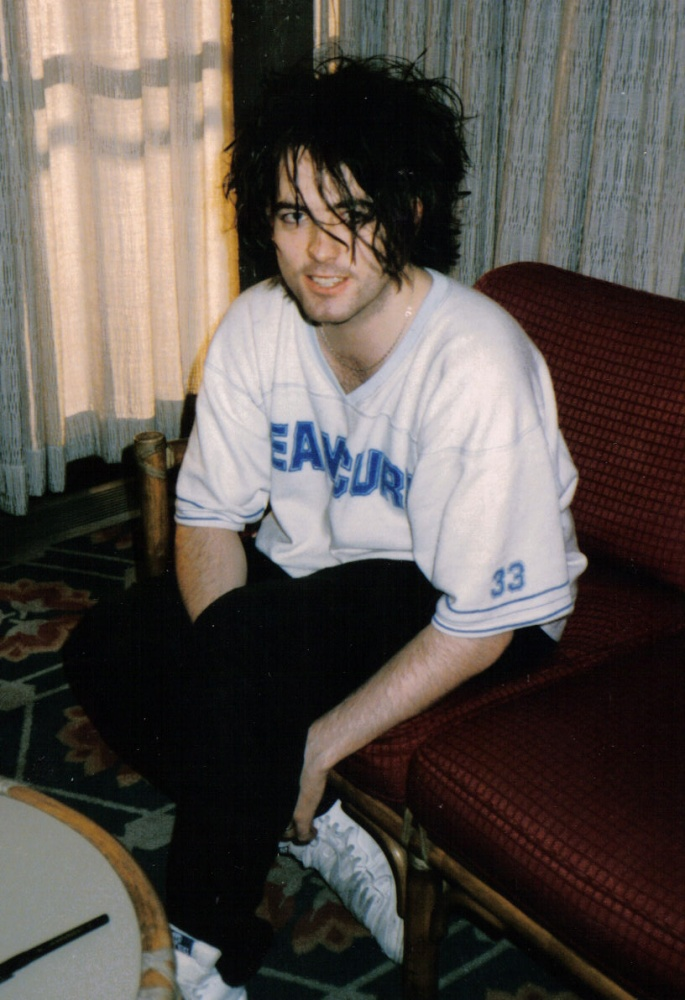
Robert Smith w 1985 roku

Powrót The Cure do aktywnej działalności nie tylko studyjnej, ale i koncertowej to rok 1984. Wówczas zespół nagrał psychodeliczną płytę The Top, która była dziełem spółki Smith – Tolhurst. Pod względem formy, muzyce zawartej na albumie było znacznie bliżej do Japanese Whispers niż do poprzednich ponurych płyt – zespół wciąż starał się zmienić swój pesymistyczny wizerunek. Grupa była jednak znacznie różniąca się od tej sprzed rozpadu – Tolhurst nie grał już na perkusji, a na instrumentach klawiszowych; resztę składu (oprócz znów występującego w grupie Porla Thompsona) stanowili zupełnie nowi muzycy. Byli to Phil Thornalley (gitara basowa w miejsce Gallupa) i Andy Anderson (perkusja). W takim składzie The Cure wyruszyło w trasę, którą upamiętnił pierwszy koncertowy album zespołu – Concert: The Cure Live – na którym zarejestrowano nagrania z kilku brytyjskich koncertów z maja 1984. Widać było wyraźnie, że po ciężkich i przygnębiających czasach mrocznej trylogii Seventeen Seconds – Faith – Pornography zespół zdecydował się na znacznie lżejszą muzykę.
W niedługim czasie później Boris Williams zastąpił Andersona (pierwszy koncert z udziałem Williamsa miał miejsce w Minneapolis, 7 listopada 1984).
W lutym 1985 roku nastąpiła kolejna zmiana w składzie zespołu – odszedł Phil Thornalley (planując solową karierę) i powrócił Simon Gallup (opuszczając grupę Fools Dance). Ten ostatni z The Cure nie miał nic wspólnego od czasu bójki ze Smithem w 1982 roku. Reasumując, nowy skład prezentował się następująco: Robert Smith, Lol Tolhurst, Simon Gallup, Porl Thompson i Boris Williams. Ta piątka nagrała w 1985 roku jedną z ciekawszych płyt grupy The Cure ukazujących jej nowe oblicze – The Head on the Door. Wzbogacona o elementy world music, nieco psychodeliczna i mająca przebojowy potencjał płyta pokazała, że The Cure to zespół nie tylko skupiony na bólu i cierpieniu, ale także potrafiący komponować inteligentne, wesołe utwory. The Head on the Door do dziś jest jedną z najważniejszych płyt w historii zespołu, a pochodzące z niej utwory – „Inbetween Days” i „Close to Me” – były bardzo popularnymi wówczas przebojami. We wrześniu 1985 roku odbyła się także trasa koncertowa po Europie i USA.
W połowie 1986 roku zespół rozpoczął pracę nad kolejnym albumem. Odbyło się także kilka niewielkich tras koncertowych. Ostatni koncert, który odbył się 9 sierpnia 1986 w teatrze rzymskim w Orange w Prowansji, został w całości sfilmowany przez Tima Pope’a. 11 listopada 1987 nagranie to ukazało się na oficjalnej wideokasecie zatytułowanej The Cure in Orange.
W 1987 roku zespół odbył trasę koncertową po Ameryce Południowej. Zakończono jednocześnie prace nad kolejnym albumem i został on wydany w maju pod tytułem Kiss Me, Kiss Me, Kiss Me. Niezwykle eklektyczny, dwupłytowy Kiss Me, Kiss Me, Kiss Me rozwija formułę z The Head on the Door, próbując łączyć popowe melodie z ambitniejszymi formami wyrazu artystycznego. Najwyraźniej destrukcyjne i depresyjne przeżycia grupy należały już wówczas do zamierzchłej historii. Jak przyznają członkowie zespołu – sesja nagraniowa tego albumu należała do bardzo przyjemnych. Sam album zyskał bardzo dużą popularność, zaś utwory „Why Can't I Be You?” i w szczególności „Just Like Heaven” stały się wielkimi przebojami.

### 1988–1989:Disintegrationi zmiana stylistyki
W roku 1988 wśród członków The Cure doszło do dwóch ślubów: w marcu Porl Thompson ożenił się z Janet Smith, młodszą siostrą Roberta, a kilka miesięcy później, w sierpniu, Robert Smith ożenił się z Mary Poole. Jednocześnie miejsce miało inne, mniej optymistyczne wydarzenie: Lol Tolhurst został wyrzucony z zespołu. Powodem tego był jego coraz mniejszy wkład w działalność The Cure i coraz poważniejsze problemy alkoholowe oddziałujące negatywnie na resztę członków grupy. Usunięcie Tolhursta miało nieprzyjemny przebieg; wprawdzie koledzy z zespołu umieścili jego nazwisko jako współautora wszystkich kompozycji na nowej płycie z 1989 roku, chociaż jego wkład w powstanie płyty był minimalny – jednak były klawiszowiec grupy wytoczył proces o prawo używania nazwy The Cure. Na szczęście dla muzyków The Cure tocząca się w pierwszej połowie lat 90. sprawa nie sparaliżowała działalności zespołu.
W 1988 roku rozpoczęły się prace nad nową płytą. W miejsce Tolhursta przyjęto nowego klawiszowca Rogera O’Donnella i ostatecznie po wszystkich perturbacjach w latach 80. skład zespołu przedstawiał się następująco: Robert Smith – śpiew, gitara; Simon Gallup – gitara basowa; Porl Thompson – gitara; Roger O’Donnell – instrumenty klawiszowe i Boris Williams – perkusja.
Na wiosnę 1989 roku w Wielkiej Brytanii pojawił się pierwszy singiel z nadchodzącej nowej płyty, zatytułowany „Lullaby”; w USA jako singel wydano utwór „Fascination Street”. Jednocześnie rozpoczęła się trasa koncertowa zespołu zatytułowana The Prayer Tour, podczas której odbył się pierwszy koncert grupy w Europie Wschodniej – miał on miejsce w Budapeszcie. 1 maja 1989 został wydany album, który przez wielu krytyków został uznany za najlepsze dzieło The Cure i jeden z najlepszych albumów rockowych wszech czasów: Disintegration (pol. Dezintegracja). Zespół zerwał na nim ze swoim popowym wizerunkiem kreowanym w latach 1984–1987. Płyta nie miała też tak mrocznego i ponurego charakteru jak albumy wydane w czasie „mrocznych lat”. Cechowała ją spokojna, dokładnie dopracowana, klimatyczna muzyka o smutnym, melancholijnym nastroju tęsknoty i rozpaczy, w której mocno zaakcentowano brzmienie instrumentów klawiszowych i gitary basowej; delikatny, nieco płaczliwy wokal; teksty tworzące w pewnym sensie zamkniętą opowieść o utraconej miłości i rozpadzie świata duchowego wrażliwego człowieka.
Wbrew ostrzeżeniom wytwórni płyta spotkała się z ogromnym zainteresowaniem. Jest największym sukcesem komercyjnym zespołu, sprzedała się w nakładzie kilkunastu milionów egzemplarzy i ostatecznie przypieczętowała rolę The Cure jako jednego z czołowych i najistotniejszych zespołów rockowych lat 80. XX wieku. Wideoklip do „Lullaby” został uznany przez MTV za najlepszy teledysk rockowy roku 1989, a trasa The Prayer Tour była najbardziej udaną wśród dotychczasowych tras grupy. W 1989 roku wydano jeszcze singel „Lovesong” (prezent ślubny dedykowany Mary Poole), a w 1990 singel „Pictures of You”. Mimo wielkiego sukcesu, Disintegration zostało opatrzone deklaracją mówiącą, iż jest to ostatnie dzieło The Cure, a trasa promująca płytę – ostatnią szansą zobaczenia tego zespołu na żywo. W 1990 roku Roger O’Donnell opuścił zespół.

### Lata 90.:WishiWild Mood Swings
Wbrew zapowiedziom zakończenia kariery działalność grupy nie została zawieszona. W miejsce O’Donnella został przyjęty wieloletni techniczny The Cure – Perry Bamonte – który oprócz gry na instrumentach klawiszowych wspomagał Smitha i Thompsona grając na gitarze.
W 1990 roku zespół wyruszył w trasę Pleasure Trips Tour, podczas której odwiedził kilka ważnych europejskich letnich festiwali rockowych. W tym samym roku uruchomiono piracką stację radiową Cure FM, która miała za zadanie promować mający się niedługo ukazać album z remiksami utworów grupy. Wydano również dwa single – „Close to Me” (remix) i „Never Enough” oraz ów remix album – Mixed Up.
W 1991 roku The Cure dało koncert z serii MTV Unplugged. W tym samym czasie wydano koncertowy album Entreat, z którego dochód został przekazany na rzecz organizacji charytatywnych. Jesienią zespół rozpoczął prace w studio nad nowym albumem, który według wcześniejszych zapowiedzi miał się nigdy nie pojawić. Na początku roku 1992 pojawił się pierwszy singiel; niedługo później w Wielkiej Brytanii odbyła się seria koncertów pod nazwą Cure Party Nights, podczas których można było na żywo usłyszeć najnowsze wydawnictwo. Sam album ukazał się w kwietniu i nosił tytuł Wish. Płyta ta zaskakiwała ostrą, rockową zadziornością i dużo energiczniejszym brzmieniem niż poprzednia, melancholijna Disintegration – do której jednak mogą nawiązywać takie utwory jak delikatne, smutne „Trust”. Jednym z promujących Wish, wydanych w dalszej kolejności singli był utwór „Friday I’m in Love”. Mimo iż jest to nietypowa dla stylistyki grupy, wesoła, pogodna piosenka o miłości z optymistycznym przesłaniem, to stała się prawdopodobnie najbardziej rozpoznawalnym utworem zespołu. W drugiej połowie 1992 roku odbyła się trasa koncertowa Wish Tour promująca nowy album.
Mimo pojawienia się studyjnego Wish, pierwsza połowa lat 90. jest postrzegana raczej jako okres intensywnej działalności koncertowej grupy, prowadzonej przy równoczesnym zaniedbaniu działalności studyjnej. Po wydanym w 1991 roku Entreat w 1993 ukazały się jeszcze dwa wydawnictwa koncertowe – Show i Paris.
Lata 1993–1995 to okres kolejnych roszad wśród członków zespołu. W 1993 roku szeregi grupy opuścił chcący poświęcić się malarstwu Thompson, a w 1994 roku niespodziewanie z działalności The Cure wycofał się Williams. W 1995 roku na powrót zdecydował się O’Donnell, a dzięki ogłoszeniu w prasie zwerbowano perkusistę w miejsce Williamsa, Jasona Coopera. Skład The Cure ustalił się następująco: Robert Smith – śpiew, gitara; Perry Bamonte – gitara; Roger O’Donnell – instrumenty klawiszowe; Simon Gallup – gitara basowa; Jason Cooper – perkusja. Jednocześnie w 1994 roku trwał proces wytoczony przez Lola Tolhursta, w którym domagał się on zaległych honorariów autorskich; w listopadzie 1994 roku pozew został ostatecznie odrzucony, zaś byłego muzyka The Cure obarczono kosztami procesu.
W 1995 roku zapowiedziano, iż na początku roku 1996 ukaże się kolejny studyjny album. Zespół odbył krótką trasę po letnich festiwalach rockowych, a następnie przystąpił do prac nad nowym wydawnictwem.
Pierwszy singiel z nowej płyty ukazał się w kwietniu 1996 roku, zaś sama płyta miesiąc później. Nosiła ona tytuł Wild Mood Swings i jednocześnie jest przez większość krytyków uważana za album, który najbardziej zawiódł oczekiwania fanów nastawionych na godnego następcę płyt Wish i Disintegration. Nie najlepiej przyjęte wydawnictwo było dość negatywnie oceniane nawet i przez sam zespół. Do końca 1996 roku ukazywały się kolejne single; płytę promowała także trasa koncertowa The Swing Tour. Podczas tej trasy odbył się pierwszy koncert The Cure w Polsce, miał on miejsce 15 listopada w Katowicach. W 1996 roku działalność rozpoczęła także oficjalna strona internetowa grupy http://www.thecure.com.
W drugiej połowie 1996 roku zapowiedziano ostateczne rozwiązanie zespołu. Okazją do tego miała być 20 rocznica jego działalności, zaś Wild Mood Swings ostatnim już albumem.

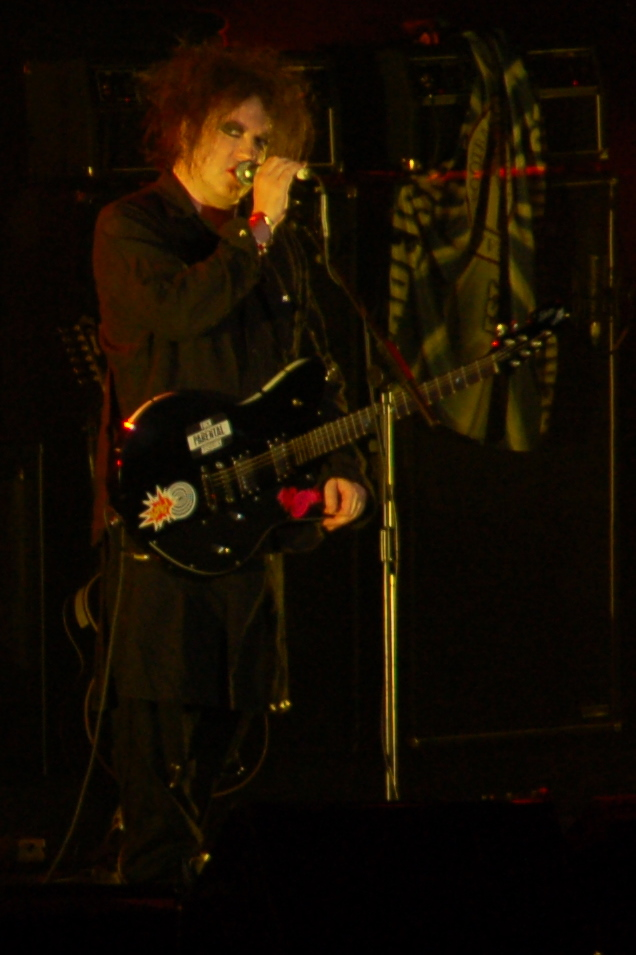
Robert Smith w 2007 roku

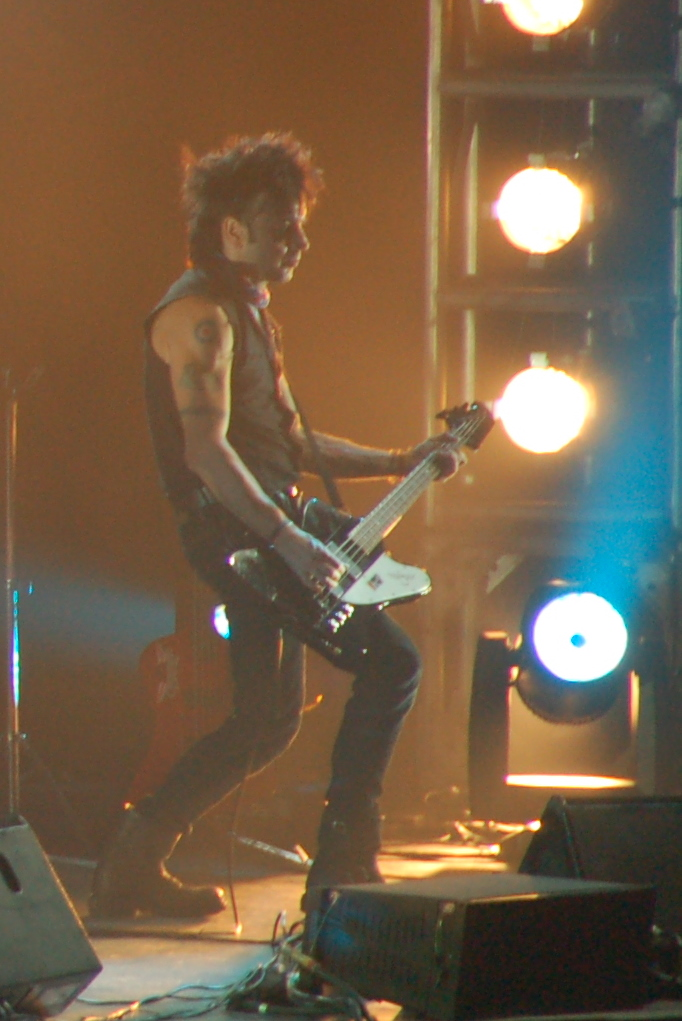
Simon Gallup w 2007 roku

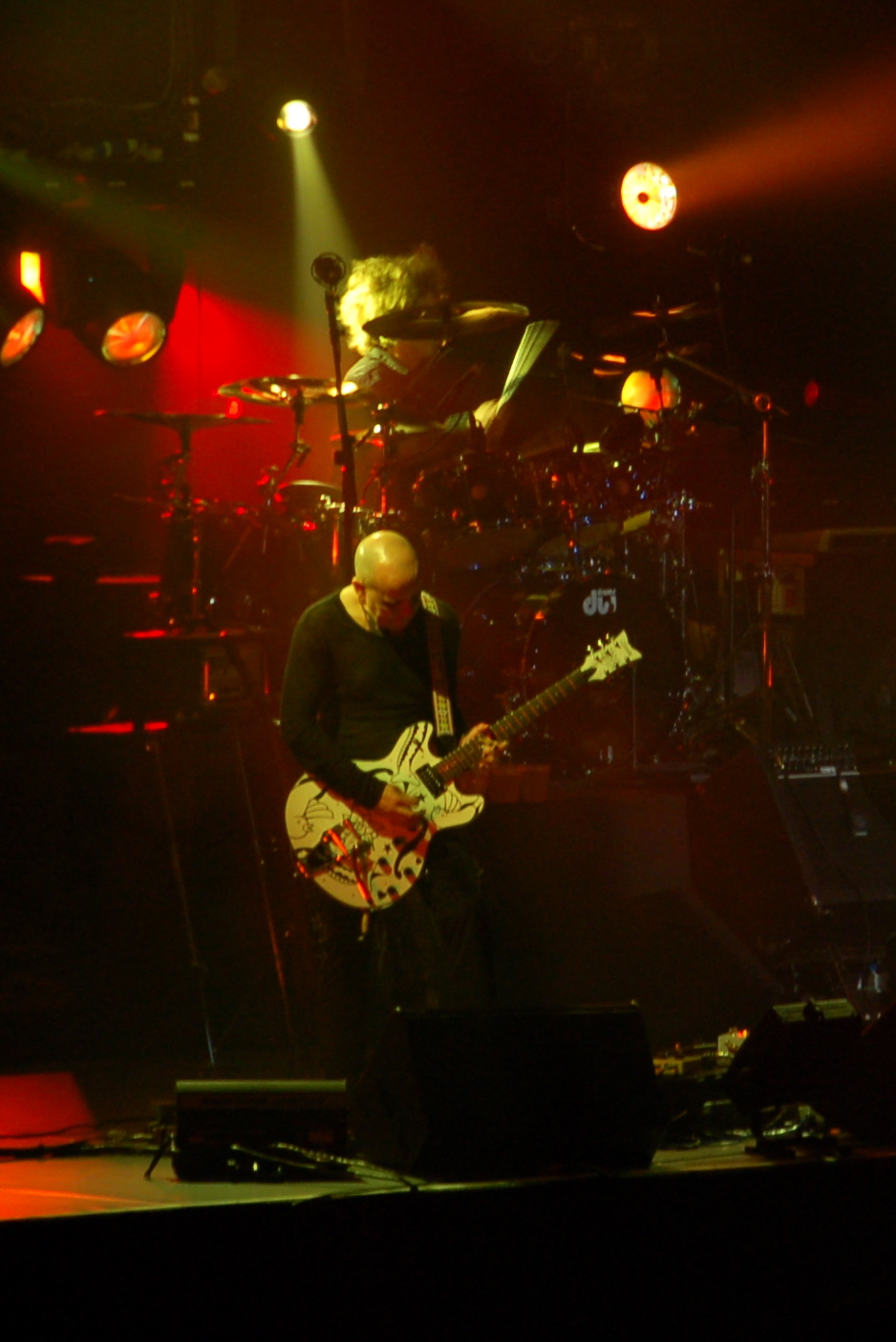
Porl Thompson w 2007 roku

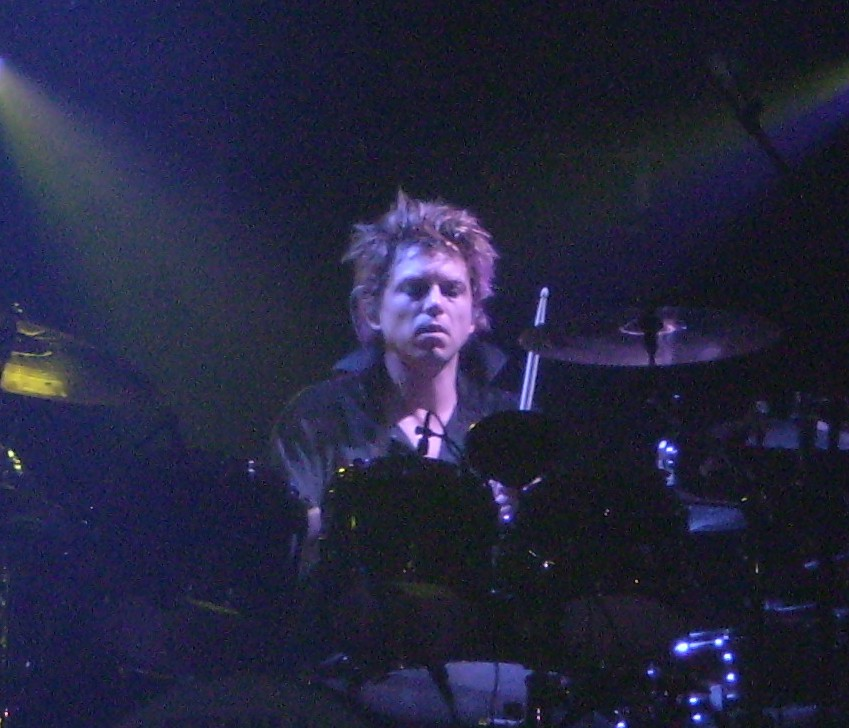
Jason Cooper w 2008 roku

Mimo tego w 1997 roku ukazały się dwa wydawnictwa: koncertowy, limitowany album Five Swing Live (rozpowszechniany wyłącznie przez Internet – dochody zostały przekazane na rzecz Międzynarodowego Czerwonego Krzyża) oraz kompilacja Galore poprzedzona singlem „Wrong Number”. Ostatnie dni 1997 roku The Cure spędzili działając koncertowo. Podobnie rok 1998 był okresem działalności koncertowej; zespół między innymi po raz kolejny zorganizował trasę po letnich festiwalach rockowych Europy.
Nie najlepsze przyjęcie Wild Mood Swings sprawiło, że zespół zdecydował się jednak nagrać kolejny album mający klimatem nawiązywać do Disintegration. Prace nad nowym albumem ruszyły w 1999 roku, w tym roku grupa dała też tylko jeden występ na żywo.

### 2000–2003:Bloodflowers
Pierwsze single z nowego albumu pojawiły się na samym początku roku (single pojawiły się tylko w niektórych krajach i nie zawsze te same; w Polsce jedynym singlem był „The Last Day of Summer”); sam nowy album zatytułowany Bloodflowers ukazał się 14 stycznia 2000. W lutym zespół wyruszył w pierwszą, niewielką trasę koncertową promującą nową płytę – The Bloodflowers Album Launch Tour, zaś miesiąc później w główną, oficjalną The Dream Tour, trwającą do października i obejmującą również Polskę.
Po wydaniu Bloodflowers pojawiły się kolejne już zapowiedzi ostatecznego zakończenia działalności The Cure. Robert Smith stwierdził, że płyta brzmi „tak, jak powinno wyglądać ostatnie dzieło The Cure”. Album został, w przeciwieństwie do poprzednika, bardzo pozytywnie przyjęty zarówno przez fanów, jak i krytykę. Pojawiły się głosy mówiące nawet, iż Bloodflowers to niemal drugie Disintegration. Ocena taka uzasadniona była chociażby ze względu na klimat i atmosferę Bloodflowers. Teksty na nowej płycie traktowały jak wcześniej w dużej części o miłości, lecz też o przemijaniu człowieka i pogodzeniu się z losem; melodie były delikatne, smutne i nastrojowe.
Od momentu zakończenia trasy koncertowej The Dream Tour zespół pozostawał w uśpieniu. Jednak bez względu na insynuacje dotyczące stojącej pod znakiem zapytania przyszłości grupy, jej dyskografia zaczęła się na przełomie wieków gwałtownie wzbogacać o wydawnictwa kompilacyjne. Należą do nich takie albumy, jak Greatest Hits (2001) czy unikalny zbiór stron B singli oraz rzadkich nagrań zatytułowany Join the Dots: B-Sides & Rarities, 1978–2001 (2004).
Fani obawiający się faktycznego zakończenia kariery The Cure częściowo zostali uspokojeni w roku 2002, gdy zespół wyruszył w swoją kolejną już trasę koncertową po letnich festiwalach rockowych Europy. W tym samym roku w Berlinie został nagrany koncert The Cure Trilogy, w 2003 wydany na płycie DVD. Podczas tego koncertu, który spotkał się z bardzo dużym zainteresowaniem, zespół zagrał całość utworów z płyt Pornography, Disintegration i Bloodflowers.
W 2003 zespół wystąpił na żywo tylko dwa razy – na festiwalu w Devore oraz podczas imprezy dobroczynnej w Londynie zatytułowanej „World DJ Fund Christmas Event”. Pod koniec roku The Cure rozpoczęli prace nad kolejnym albumem.

### 2004–2015:The Cure,4:13 Dreami przerwa od aktywności studyjnej
Na początku roku 2004 okazało się, że zespół, po zakończeniu kontraktu z Fiction, podpisał nowy – z wytwórnią znanego producenta Rossa Robinsona, kojarzonego głównie z muzyką heavymetalową. W połowie roku ukazał się nowy album zatytułowany po prostu The Cure. Podzielił on zarówno krytykę, jak i fanów. Nie kontynuował melancholijnej, spokojnej klimatyki z Bloodflowers, za to charakteryzował się mocniejszym zaakcentowaniem gitar i nieco bardziej rockowym brzmieniem. Przez jednych nowe dzieło The Cure zostało uznane za zmarnowaną szansę kontynuowania wątków z udanego poprzednika, przez innych – za powiew świeżości związany z postawieniem przez zespół na mocniejsze wpływy muzyki gitarowej na własną twórczość. Ostatecznie The Cure nie odniosło takiego sukcesu jak Bloodflowers, jednocześnie nie było jednak pod żadnym względem dziełem nieudanym tak, jak cieszące się wśród wielu negatywną opinią Wild Mood Swings. Nową płytę promowała trasa koncertowa – przy czym planowana druga część trasy, w tym występ w Polsce, została odwołana, co tłumaczono zmęczeniem muzyków, i przełożona na pierwszą połowę 2005 roku.
W roku 2005 pojawiły się reedycje kilku albumów z początku lat 80., wzbogacone o trudno dostępne nagrania z tamtego okresu i zatytułowane jako Deluxe Edition. Jednocześnie – zamiast drugiej części trasy promującej płytę The Cure – zupełnie niespodziewanie w zespole nastąpiły zmiany personalne. Z grupy zostali usunięci, z niewiadomych do końca przyczyn, O’Donnell i Bamonte. Zaraz po dość zagadkowym odejściu dwójki muzyków do składu powrócił Porl Thompson.
W zreformowanym składzie – Robert Smith, Simon Gallup, Porl Thompson, Jason Cooper – zespół wystąpił na paryskim koncercie Live 8 2 lipca 2005 roku. W grudniu 2006 pojawiło się wydawnictwo DVD Festival 2005.
Jednocześnie w 2006 pojawiły się zapowiedzi ukazania się kolejnej, trzynastej z kolei studyjnej płyty The Cure. Data ukończenia prac nad albumem i jego wydania była jednak wielokrotnie przesuwana. Dopiero w 2008 pojawiły się cztery single z nowego albumu, wydawane 13. dnia każdego miesiąca. Następnie ukazała się EPka pod tytułem Hypnagogic States. Na albumie tym znalazły się remiksy owych czterech nagrań singlowych, nagrane przez członków takich zespołów jak 30 Seconds to Mars, AFI, My Chemical Romance oraz Fall Out Boy. Zestaw uzupełniał 21-minutowy remiks wszystkich czterech piosenek wyprodukowany przez grupę 65daysofstatic. Zyski ze sprzedaży tego wydawnictwa zostały przekazane na konto Międzynarodowego Czerwonego Krzyża. W tym samym czasie, przed wydaniem nowego albumu, odbyła się trasa go promująca, zatytułowana 4:13 Tour – podczas tej trasy grupa wystąpiła w Polsce dwa razy, w Warszawie i Katowicach, zaś jako support grał zespół 65daysofstatic. Pod koniec października ukazał się sam album zatytułowany 4:13 Dream. Spotkał się on z dość dobrym przyjęciem, a trasa go promująca oraz występy, na których został zaprezentowany na żywo – m.in. w Rzymie – były dużymi komercyjnymi sukcesami zespołu.
Płyta 4:13 Dream ma ostry, rockowy, gitarowy charakter. Utrzymana jest w lekkim klimacie; utwory w większości mówiące o miłości mają optymistyczne przesłanie. Część z nich to na nowo zagrane piosenki, które pierwotnie zostały napisane podczas poprzednich sesji nagraniowych, lecz nigdy nie ujrzały światła dziennego (przykładem jest „Sleep When I’m Dead” z sesji na The Head on the Door).

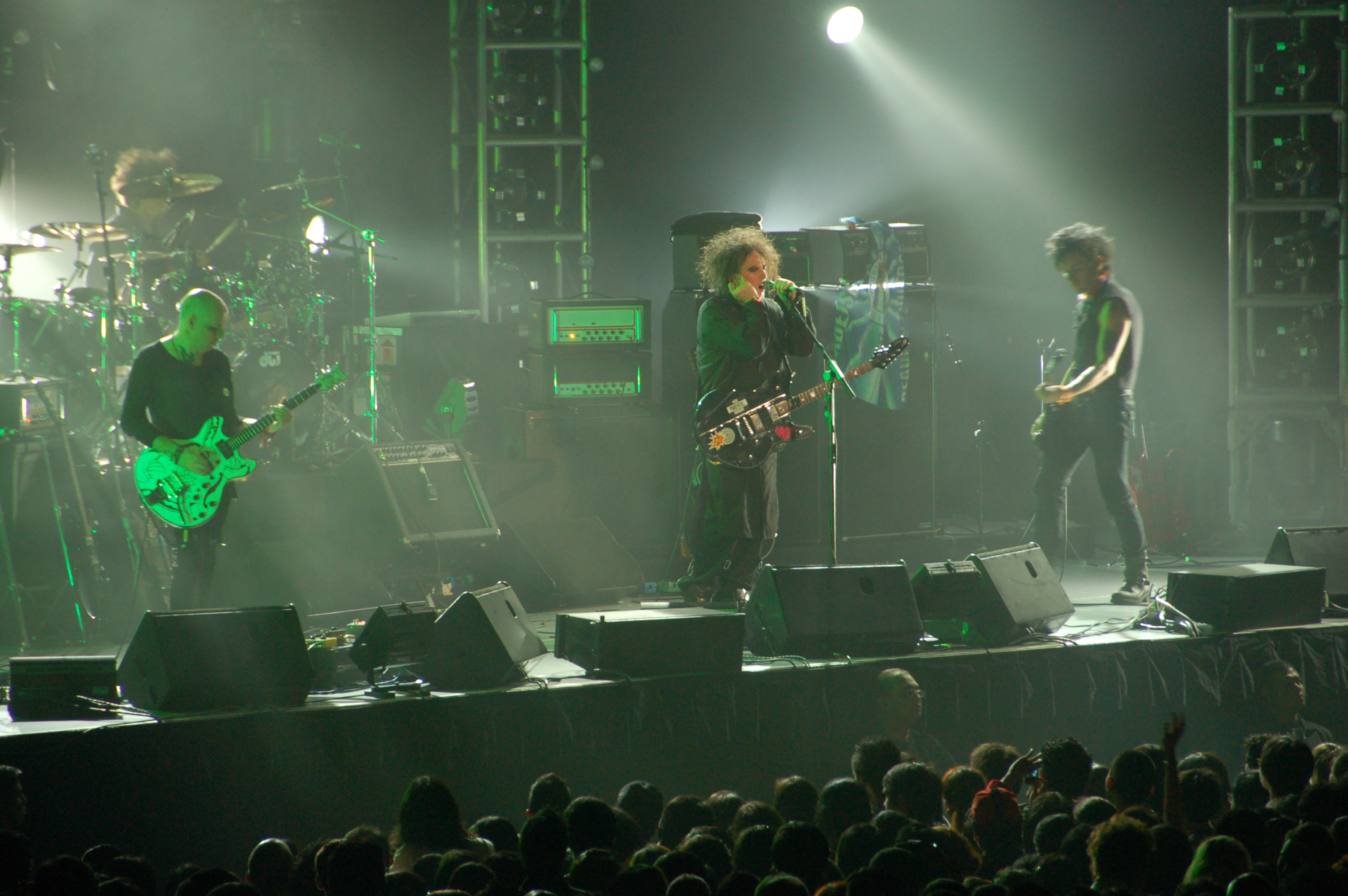
The Cure podczas koncertu w 2007 – od lewej: Porl Thompson, Robert Smith, Simon Gallup; w tle Jason Cooper

Jednocześnie zapowiedziane jest ukazanie się w niedalekiej przyszłości kolejnego albumu, mającego być mniej optymistyczną kontynuacją 4:13 Dream.
Lata 2009–2011 to okres zmniejszonej aktywności zespołu – grupa praktycznie nie koncertowała ani nie pojawiały się oficjalne informacje o nowych nagraniach (choć prawdopodobnie z tego okresu pochodzi cover „Hello, Goodbye” Beatles’ów).
31 maja i 1 czerwca 2011 The Cure zagrali dwa koncerty w Opera House w Sydney w Australii. Podczas obu wieczorów zespół odegrał w całości materiał ze swoich trzech pierwszych albumów: Three Imaginary Boys, Seventeen Seconds i Faith. Poza tym grupa wielokrotnie bisowała, dzięki czemu słuchacze mogli każdego dnia wysłuchać na żywo ponad 40 kompozycji. W składzie zespołu nie pojawił się gitarzysta Porl Thompson, za to do pozostałej trójki na scenie dołączyli byli członkowie The Cure: Lol Tolhurst i Roger O’Donnell. Całość została zarejestrowana przez ekipę filmową z myślą o wydaniu filmu dokumentującego te koncerty. 10 września 2011 odbył się jeszcze jeden występ zespołu w tym roku – tego dnia byli gwiazdą wieczoru na festiwalu Bestival, odbywającym się na wyspie Isle of Wight w Wielkiej Brytanii. Na scenie obok Roberta Smitha, Simona Gallupa i Jasona Coopera oraz pojawił się klawiszowiec Roger O’Donnell, a zabrakło Porla Thomsona.
11 września 2011 Roger O’Donnell za pośrednictwem profilu na portalu Facebook poinformował fanów The Cure o swoim oficjalnym powrocie do zespołu.

W listopadzie 2011 pojawiła się informacja o koncertowym albumie z Bestivalu nazwanym Bestival live 2011, a później wydany został on 5 grudnia 2011 najpierw tylko w formie downloadu, od listopada 2012 także w tradycyjnej wersji. Album ukazał się nakładem wydawnictwa Sunday Best.

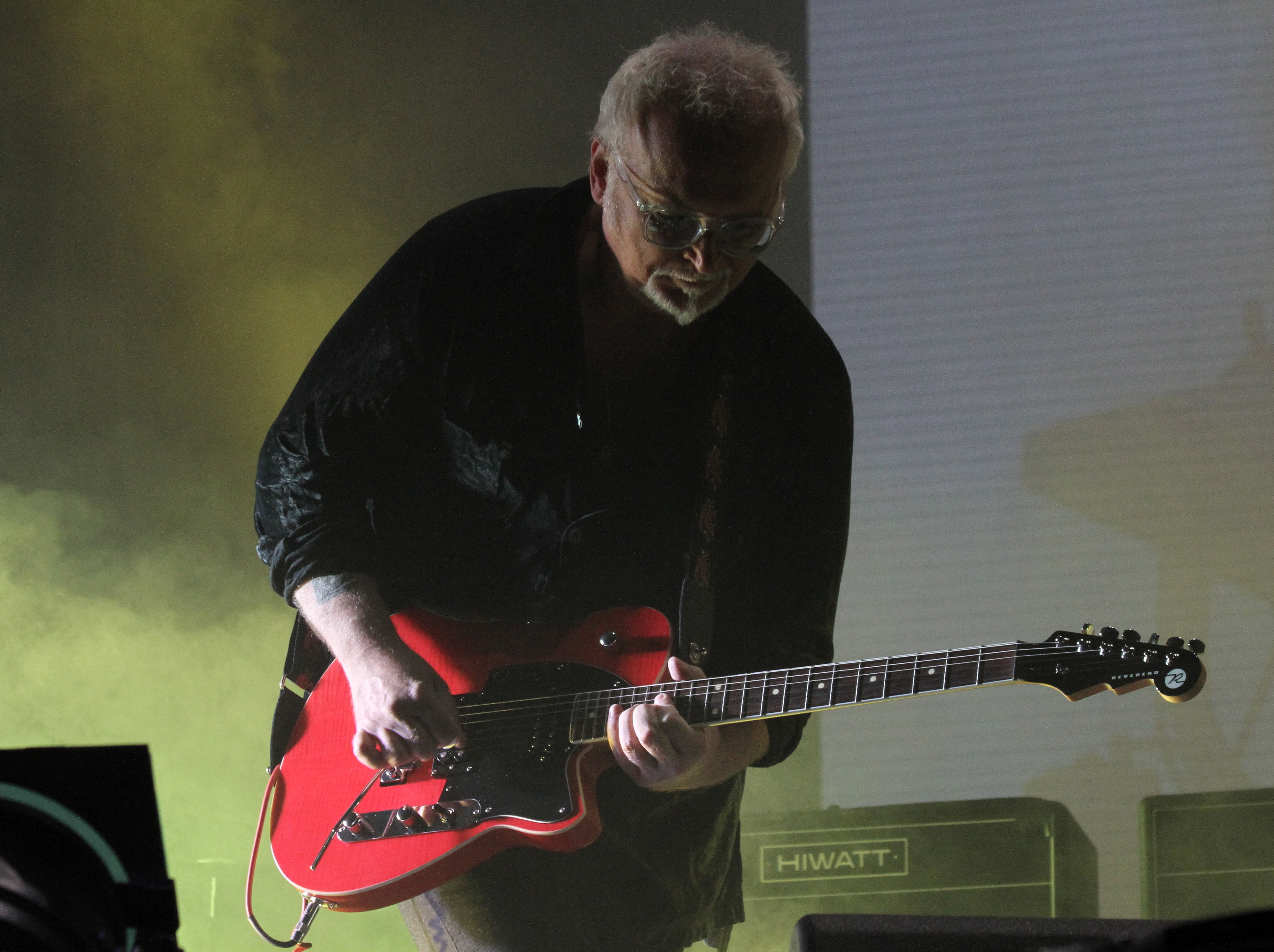
Reeves Gabrels w 2012

W 2012 zespół ruszył w trasę koncertową po europejskich letnich festiwalach. Trasa trwała od 26 maja do 1 września. Ponieważ na miesiąc przed rozpoczęciem trasy z gry w zespole zrezygnował Porl Thompson, na koncertach gościnnie występował Reeves Gabrels. W kwietniu 2013 roku zespół ruszył w trasę po Ameryce Południowej (LatAm Tour 2013), podczas której odwiedzili osiem tamtejszych miast. Na tej trasie także grał Gabrels, który został w zespole.

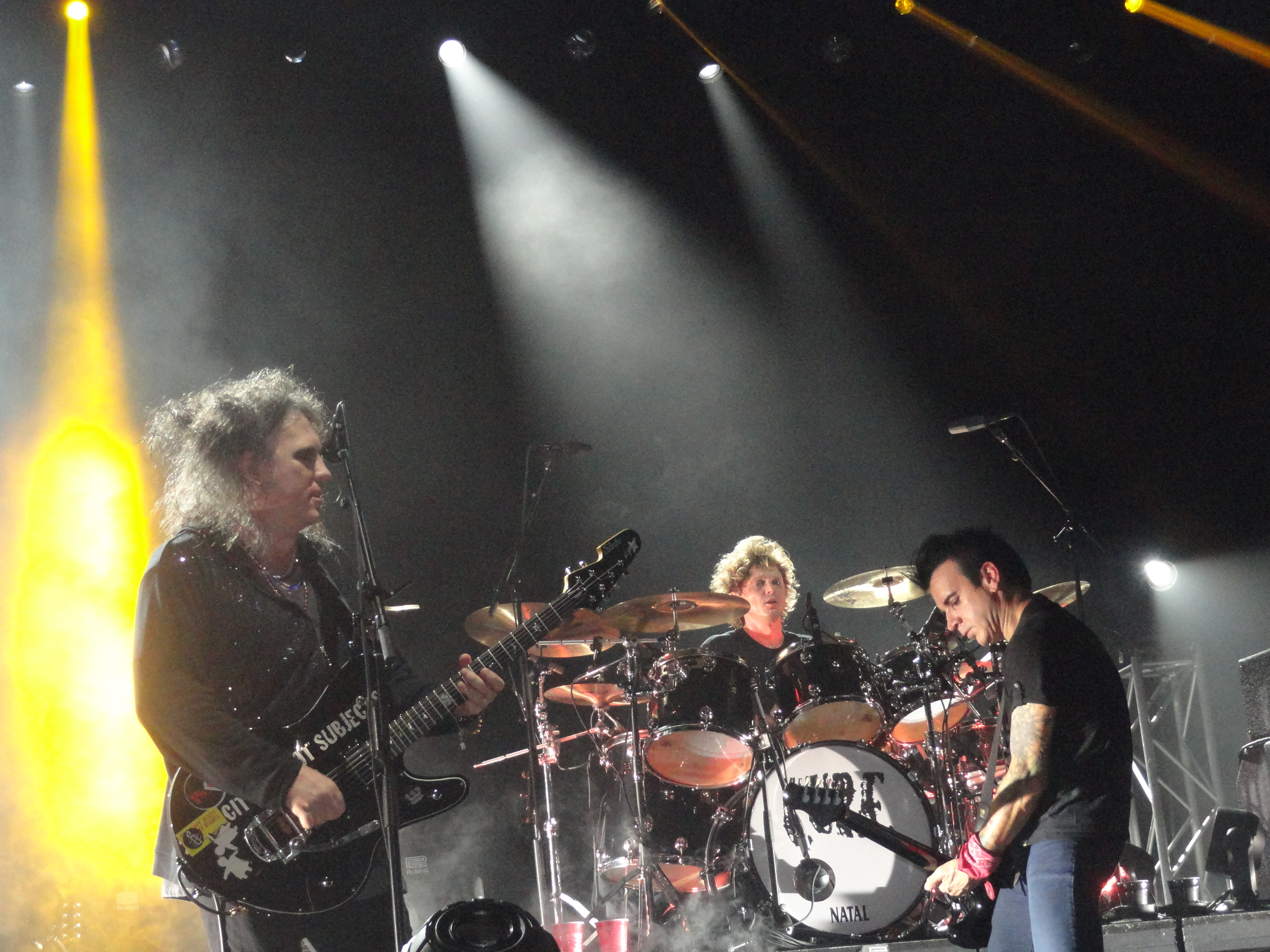
The Cure na koncercie El Paso w Teksasie w 2013 roku. Od lewej Smith, Cooper i Gallup.

Latem zespół wyruszył w kolejną trasę koncertową – The Great Circle Tour 2013.
Ponadto 4, 5 lub 6 października i 11, 12 lub 13 października 2013 zespół zagra na festiwalu Austin City Limits Festival w Austin, USA a między tymi występami zagra także w Monterrey w Meksyku.
W 2014 roku zespół zagrał dwa koncerty (28, 29.03) na charytatywnym festiwalu Teenage Cancer Trust w Royal Albert Hall w Londynie. W maju zespół wystąpił na festiwalu Bottlerock w Napa Valley. We wrześniu zespół zagrał na trzech festiwalach Riot Fest w Toronto, Chicago i Denver.
9 września 2014 światło dzienne ujrzał, nagrany prawdopodobnie w 2011 roku, cover utworu „Hello, Goodbye” zespołu The Beatles. Nagrana została ona w ramach projektu The Art of McCartney. Na klawiszach, gościnnie, gra w tym utworze syn Paula McCartneya, James. W ramach tego samego projektu Robert Smith nagrał cover utworu „C-Moon” zespołu Wings.

### 2016−2018: The Cure Tour i czterdziestolecie zespołu

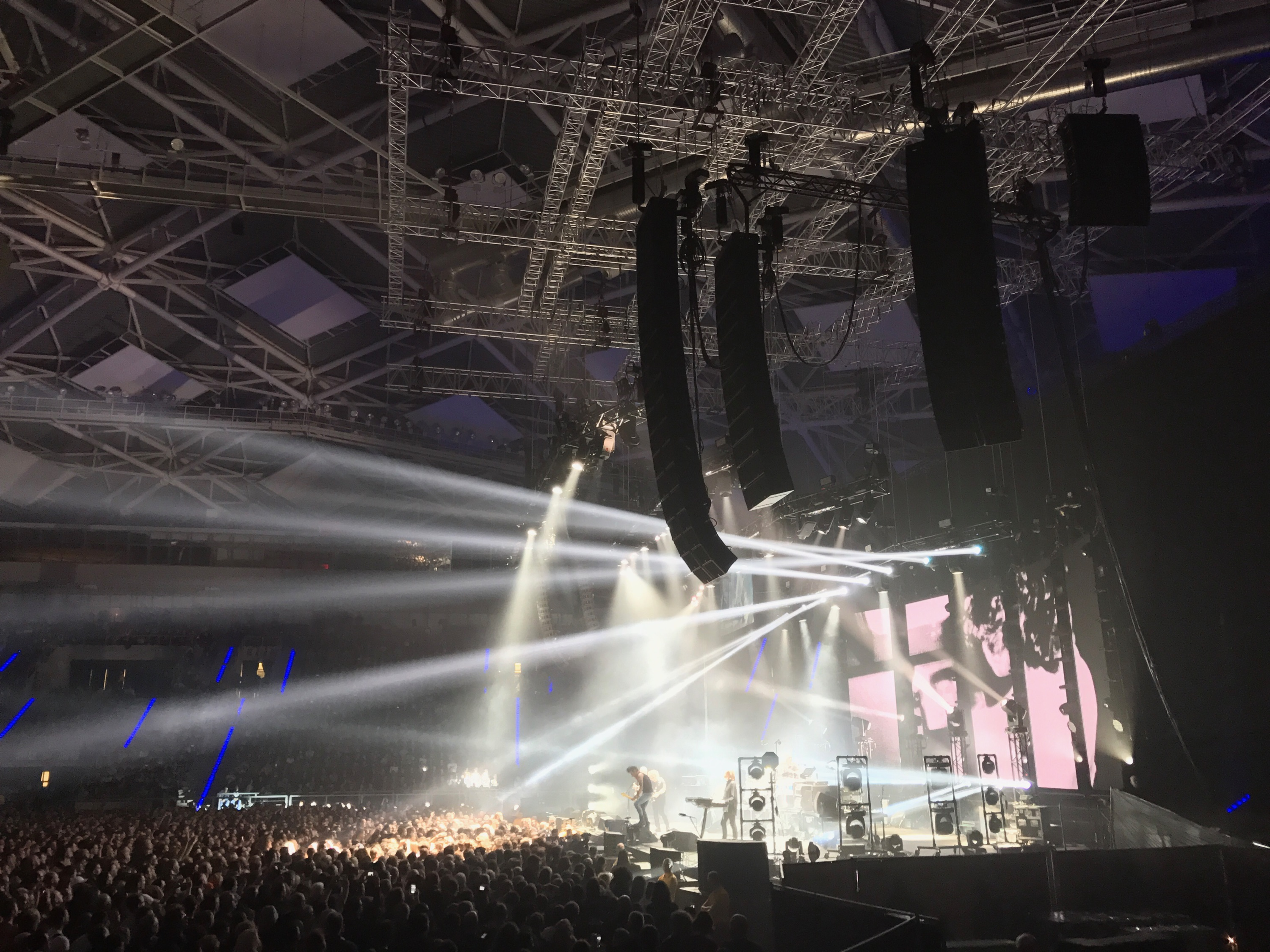
The Cure podczas koncertu w Atlas Arenie w Łodzi, 20 października 2016

W 2015 zespół ogłosił dwie trasy koncertowe. Wiosną 2016 roku zagrali 29 koncertów w USA i Kanadzie, a jesienią 31 koncertów w Europie. Później te liczby urosły odpowiednio do 33 i 34, ponadto w międzyczasie zagrali w lipcu dwa koncerty w Honolulu, a we wrześniu powrócili do Europy na Bestival. Podczas tej trasy po raz pierwszy od ponad 8 lat zagrali w Polsce, a po raz pierwszy od ponad 16 lat w Łodzi (koncert odbył się w łódzkiej Atlas Arenie). Supportem podczas obydwu tras był szkocki zespół The Twilight Sad (z wyjątkiem koncertów hawajskich, gdzie suportem było lokalne Ivory City, jak i Bestivalu). W oficjalnych ogłoszeniach do obydwu tras zawarto informacje, że podczas trasy zespół będzie „Mieszał hity, rarytasy, ulubione utwory fanów, jak i niepublikowane wcześniej utwory ze wszystkich 37 lat działalności”. Przez ogłoszenie tak dużej liczby koncertów i informacji o „niepublikowanych utworach” wśród fanów pojawiły się spekulacje na temat długo wyczekiwanej nowej płyty. Okazały się one jednak niesłuszne. W kwietniu zespół ogłosił, że wystąpił także na Antypodach; na początek ogłoszono 2 koncerty. Ostatecznie było ich 6.
Już na pierwszym koncercie tej trasy zespół zaprezentował dwa nowe utwory: It can never be the same oraz Step into the light. Na początku 2017 roku Jason Cooper wyjawił w wywiadzie dla francuskiego Baterie magazine, iż pierwsza z nich pochodzi z sesji na 4:13 Dream. Druga prawdopodobnie również powstała w tym okresie.
W dniu 21 kwietnia z okazji Record Store Day ukazały się specjalne dwupłytowe wydawnictwa Greatest Hits i Acoustic Hits na kolorowym winylu.
Dnia 12 grudnia 2017 zespół ogłosił, iż 7 lipca 2018 w Hyde Parku odbędzie się w ramach festiwalu British Summer Time koncert z okazji 40-lecia formacji. Pozostali wykonawcy, którzy wystąpili tego dnia festiwalu zostali wskazani przez The Cure. Byli to między innymi: Interpol, Goldfrapp, Editors, Ride, Slowdive oraz The Twilight Sad. Był to jedyny europejski koncert w tym roku pod prawdziwą nazwą.
Następnego dnia wieloletni reżyser teledysków zespołu i przyjaciel Smitha – Tim Pope – ogłosił, iż wspólnie z liderem zespołu będzie pracował nad filmem dokumentalnym poruszającym całą karierę zespołu.
W lutym ogłoszono, iż Robert Smith będzie kuratorem 25. edycji festiwalu Meltdown. W przeszłości rolę tę pełnili tacy artyści jak David Bowie, Patti Smith, Morrissey, Nick Cave, Massive Attack, John Peel i David Byrne. Lider The Cure zaprosił między innymi takich twórców jak Placebo, Deftones, Manic Street Preachers, The Libertines, Mogwai i Nine Inch Nails. On sam wystąpił wraz z pozostałymi członkami The Cure, jako projekt Curætion-25. W związku z tym wydarzeniem Smith udzielił pierwszego od kilku lat wywiadu. W rozmowie transmitowanej 10 kwietnia na żywo na antenie BBC Radio 6 Music wyznał, że jedynym zespołem, który odrzucił jego zaproszenie, byli legendarni The Rolling Stones. Ponadto ujawnił, iż obowiązki kuratora i konieczność przesłuchania wielu nagrań, na nowo zachęciły go do tworzenia własnych utworów. W maju tego roku zespół ma spotkać się w studiu, by nagrać kilka „demówek”. Nie zapewnił, że zaowocuje to nowym albumem zespołu, jednak wspomniał, iż nie wyklucza tego i chciałby zagrać nowe utwory podczas jubileuszowego występu w Hyde Parku. W rozmowie Smith mówił także o możliwej trasie koncertowej w 2019 roku oraz o możliwych występach specjalnych z okazji jubileuszu debiutanckiego „Three Imaginary Boys” i słynnego „Disintegration”.
Na początku marca pojawiła się informacja o kolejnych wydawnictwach z okazji Record Store Day. W dniu 21 kwietnia 2018 ukazało się zremasterowane wydanie remixowego albumu Mixed Up i miała miejsce premiera jego kontynuacji – Torn Down, na której znalazło się 16 utworów zremiksowanych przez Smitha. Obydwa wydawnictwa ukazały się na kolorowym winylu. Miesiąc później poinformowano również, iż 15 czerwca wydane zostaną one na standardowych czarnych płytach. Ponadto zremasterowane Mixed Up pojawi się również na płycie CD, zarówno w wydaniu jednopłytowym, jak i trzypłytowym Deluxe Edition. Oznacza to powrót zespołu do serii Deluxe Edition po 8 latach i wydaniu rozszerzonej edycji albumu Disintegration. Oprócz oryginalnego, zremasterowanego Mixed Up, znalazły się tam również Torn Down oraz zbiór zremasterowanych remixów z lat 1982–1990, które w większości znajdowały się na stronach B singli. Kilka dni później, 13 kwietnia, na stronie internetowej NME ukazał się tekst, w którym Smith przyznał, iż pierwotnie planował by kontynuacja Mixed Up, polegała na zebraniu remixów utworów The Cure nagranych przez inne zespoły, tak jak zapowiadał kilka lat temu, jednak nie zebrało się ich wystarczająco dużo. Dlatego w sierpniu 2017 roku postanowił wziąć sprawy w swoje ręce. Zaczął od pracy nad utworem Three Imaginary Boys i chronologicznie sięgając po kolejne piosenki zakończył tworzenie Torn Down w październiku. Tego samego dnia BBC Radio 6 Music wyemitowało kontynuację wywiadu z 10 kwietnia. Lider The Cure zdradził w nim, że gotowe jest już wydanie Deluxe Edition albumu Wish, jednak póki co nie zdradził więcej szczegółów na jego temat. Planuje również dokończył całą serię wydawnictw Deluxe Edition. W trakcie audycji miała też miejsce premiera utworu Want (Time Remix), promującego album Torn Down. Jeszcze tego samego dnia pojawił się on na platformie Spotify.

### 2019-dziś: Rock and Roll Hall of Fame i prace nad nowym albumem
Jeszcze pod koniec 2018 roku zespół ogłosił letnią trasę po europejskich festiwalach. 30 czerwca 2019 jednym z przystanków był legendarny festiwal Glastonbury. Był to ich czwarty tamtejszy występ (poprzednie odbyły się w 1986, 1990 i 1995 roku), co uczyniło ich, ex aequo z Coldplay, zespołem, który najczęściej był headlinerem na tym festiwalu. Ogłoszono również kilka występów poza Europą. W połowie marca pierwszy raz w historii The Cure odwiedzili Afrykę. Byli headlinerami festiwali Rock on Lawns w Kapsztadzie i Johannesburgu. W lipcu planowany jest również występ na Fuji Rock Festival w Japonii.
Ponadto w maju odbyć mają się w Sydney Opera House cztery specjalne koncerty z okazji 30-lecia albumu Disintegration. Zespół ma zagrać tam w całości wspomnianą płytę, jak i zbiór b-side’ów, odrzutów i rarytasów z tego okresu. Także tych nigdy nie prezentowanych na żywo. Pod koniec roku podobne koncerty mają odbyć się w Stanach Zjednoczonych.
W dniu 29 marca The Cure zostało włączone do Rock and Roll Hall of Fame. Członkami tej galerii sław zostali wszyscy aktualni członkowie, oraz pięciu byłych: Michael Dempsey, Pearl Thompson, Boris Williams, Perry Bamonte i Lol Tolhurst. Nagrody członkom zespołu wręczył Trent Reznor z Nine Inch Nails. Podczas ceremonii miał też miejsce hołd dla zmarłego w lutym na raka byłego perkusisty grupy – Andy’ego Andersona.
Przy okazji wydarzenia Robert Smith udzielił również magazynowi Rolling Stone wywiadu, w którym podał szczegóły na temat prac nad nowym, pierwszym od 11 lat albumem studyjnym, o którym od pewnego czasu pojawiały się informacje. Lider zespołu zdradził, że The Cure odbyli sesję nagraniową w studiu, w którym powstało Bohemian Rhapsody. Przebywając z zespołem przez pewien czas w oddalonym od zabudowań studiu, chciał przywołać wspomnienia z tworzenia albumu Disintegration. W tej atmosferze powstało 19 długich (głównie ok. 10-minutowych), w większości mrocznych i intensywnych utworów. Materiał mógłby zapełnić trzy płyty, jednak Smith zapowiedział, że zapewne wybierze 6-8 utworów na jeden krążek. Nagrania mają dobiec końca przed letnimi festiwalami. Później mają mieć miejsce mastering i miksowanie albumu, a publikacja może mieć miejsce pod koniec roku. Wokalista, pół żartem, pół serio, wskazał okolice halloween, jaką możliwą datę premiery.
Po ceremonii internetowym viralem stał się wywiad jakiego Smith udzielił prezenterce Carrie Keagan. Internautów szczególnie urzekł jego początek. Na słowa Keagan: Gratulacje The Cure – nowi członkowie Rock and Roll Hall of Fame! Jesteście tak podekscytowani jak ja? lider grupy z kamienną twarzą odpowiedział Z tego co słychać – nie. Jednym z pierwszych, który udostępnił post na ten temat z podpisem Mój ulubiony fragment ceremonii na swoim Twitterze był wieloletni współpracownik The Cure i reżyser ich teledysków – Tim Pope.

## Twórczość
Zespół przechodził wielokrotne zmiany składu personalnego, szczególnie w okresie lat 80. Wśród jego aktualnych członków tylko Robert Smith w 1976 należał do grupy założycieli The Cure. Niemal od najwcześniejszych lat działalności w zespole gra też Simon Gallup, przez wielu krytyków uważany za jednego z najlepszych gitarzystów basowych świata i za największy atut The Cure w sferze instrumentalno-muzycznej; jednak nie należy on do założycieli grupy i w latach 1982–1984 również miał przerwę w grze w zespole. Tak więc jedynym członkiem, który gra w The Cure nieprzerwanie od 1976 do dziś jest Robert Smith – frontman, uważany za lidera, główny wokalista we wszystkich utworach (nie licząc coveru „Foxy Lady” z płyty Three Imaginary Boys), gitarzysta i autor niemal wszystkich tekstów. Charakterystyczny makijaż i ułożone w charakterystyczny, bezładny sposób, natapirowane, czarne włosy Smitha to jedne z najbardziej rozpoznawalnych elementów wizerunku zespołu.
Twórczość zespołu ewoluowała na przestrzeni lat. Zawierała w sobie elementy prekursorskie na scenie rockowej (new wave, cold wave, w znikomym stopniu rock gotycki), równie często łagodzone przez wpływy estetyki muzyki popowej. Zawsze jednak opatrzona była łatwo rozpoznawalnym brzmieniem, który nadaje tej muzyce oryginalności. Po postpunkowym debiucie przyszedł czas na surową muzykę przepełnioną mrokiem i rozgoryczeniem. Kolejne płyty wyróżniały się bogactwem brzmień i nastrojów łączącym w sobie zarówno melancholijne ballady, brzmienia ostrzejsze, czy wręcz monumentalne, ciekawe stylizacje, jak i bezpretensjonalne piosenki o różnych odcieniach miłości. Wszystko opatrzone pełnymi rozterek, wątpliwości, głębokimi, zmiennymi nastrojowo tekstami Roberta Smitha, często inspirowanymi literaturą i innymi dziedzinami sztuki; traktującymi głównie o miłości, poszukiwaniu sensu w życiu, wierze, uczuciach, wrażliwej i skomplikowanej naturze człowieka. W efekcie charakter muzyki Cure rozciąga się od ponurego, niemal mrocznego, gotyckiego stylu, poprzez spokojne, melancholijne i refleksyjne ballady, aż po ambitny, miejscami wręcz radosny pop.
Zespół The Cure w latach 80. stał się zespołem kultowym o wyraźnych znamionach dużej odrębności od reszty sceny rockowej. Indywidualny, charakterystyczny styl zespołu jest bardzo łatwo rozpoznawalny dzięki wizerunkowi i wyglądowi wokalisty Smitha, smutnemu, wrażliwemu i melancholijnemu typowi muzyki jednocześnie łączonemu z radosnymi piosenkami, powiązaniom z dziełami literackimi, poezją, skojarzeniom z romantyzmem. Obecnie coraz więcej młodych wykonawców inspiruje się twórczością The Cure, a krytycy często określają grupę jako prekursorów muzyki alternatywnej. Jednocześnie jest zauważane inspirowanie się grupy stylem takich zespołów jak Joy Division; nie jest ono jednak w żadnym aspekcie jego kopiowaniem czy powielaniem.
Dziś najbardziej charakterystyczne i najszerzej znane albumy The Cure to zimnofalowy, minimalistyczny Seventeen Seconds; refleksyjny Faith; apokaliptyczny, wstrząsający Pornography; eklektyczny, popowy Kiss Me, Kiss Me, Kiss Me; poruszająco introwertyczny, smutny Disintegration; rockowy Wish i melancholijny Bloodflowers. Grupa od początku swego istnienia prowadziła bardzo intensywną działalność koncertową, dając w tym czasie już ponad tysiąc występów na żywo. Pięć z nich miały miejsce w Polsce.
The Cure, mimo mrocznych skojarzeń wywoływanych u publiczności, a ugruntowanych we wczesnej fazie działalności, wsławili się też sporym zbiorem charakterystycznych pogodnych, a nawet zwariowanych singli, którym często towarzyszyły niecodzienne teledyski. Do najpopularniejszych przykładów należą „The Lovecats”, „Inbetween Days”, „Close to Me”, „Just Like Heaven” czy „Friday I’m in Love”.
Zespół The Cure należy do najbardziej charakterystycznych, trudnych do zaszufladkowania, a przy tym długotrwałych zjawisk na scenie rockowej. Ich oparta na fundamencie uczuć twórczość zjednała sobie rzesze wrażliwych zwolenników na całym świecie, o czym świadczy 30-milionowy nakład sprzedanych płyt. Choć ich znaczenie w świecie muzyki było największe w latach 80., to w późniejszym okresie The Cure nie zatrzymali się w rozwoju i późniejsze albumy w mniejszym lub większym stopniu wzbogacały ich twórczość o kolejne, czasem zaskakujące, elementy.
Dwa utwory z dorobku The Cure znalazły się na liście 500 utworów wszech czasów magazynu „Rolling Stone”. Są to: „Pictures of You” (278. pozycja) i „Just Like Heaven” (483. pozycja). Na liście 500 albumów wszech czasów również znalazły się dwa z dorobku grupy – Disintegration (326. miejsce) i Boys Don’t Cry (442. miejsce.

## Skład
|  | 1978 | Smith, Tolhurst, Dempsey                        |
|  | 1979 | Smith, Tolhurst, Gallup, Hartley                |
|  | 1980 | Smith, Tolhurst, Gallup                         |
|  | 1982 | Smith, Tolhurst                                 |
|  | 1983 | Smith, Tolhurst, Thompson, Thornalley, Anderson |
|  | 1984 | Smith, Tolhurst, Thompson, Thornalley, Williams |
|  | 1985 | Smith, Tolhurst, Gallup, Thompson, Williams     |
|  | 1988 | Smith, Gallup, Thompson, Williams, O’Donnell    |
|  | 1990 | Smith, Gallup, Thompson, Williams, Bamonte      |
|  | 1993 | Smith, Gallup, Williams, Bamonte                |
|  | 1995 | Smith, Gallup, Cooper, Bamonte, O’Donnell       |
|  | 2005 | Smith, Gallup, Cooper, Thompson                 |
|  | 2012 | Smith, Gallup, Cooper, O’Donnell, Gabrels       |

### Obecni muzycy
- Robert Smith – śpiew, gitara, instrumenty klawiszowe (od 1976)
- Simon Gallup – gitara basowa (1979–1982, 1985–2021[41], od 2021[42])
- Roger O’Donnell – instrumenty klawiszowe (1987–1990, 1995–2005, od 2011)
- Jason Cooper – perkusja (od 1995)
- Reeves Gabrels – gitara (od 2012)
- Perry Bamonte – instrumenty klawiszowe, gitara (1990–2005, od 2022[43])

### Byli członkowie grupy
- Michael Dempsey – gitara basowa (1976–1979)
- Lol Tolhurst – perkusja, instrumenty klawiszowe (1976–1989)
- Matthieu Hartley – instrumenty klawiszowe (1979–1980)
- Porl Thompson – gitara, instrumenty klawiszowe (1976–1978, 1984–1993, 2005–2011)
- Andy Anderson – perkusja (1983–1984), zmarł w 2019
- Phil Thornalley – gitara basowa (1984–1985)
- Boris Williams – perkusja (1984–1994)

## Dyskografia

### Albumy studyjne
- Three Imaginary Boys (1979)
- Seventeen Seconds (1980)
- Faith (1981)
- Pornography (1982)
- The Top (1984)
- The Head on the Door (1985)
- Kiss Me, Kiss Me, Kiss Me (1987)
- Disintegration (1989)
- Wish (1992)
- Wild Mood Swings (1996)
- Bloodflowers (2000)
- The Cure (2004)
- 4:13 Dream (2008)
- Songs of a Lost World (2024)